# Deep Impact (película)
Deep Impact (titulada: Impacto profundo en Hispanoamérica) es una película estadounidense de cine catástrofe estrenada en 1998, dirigida por Mimi Leder y protagonizada, entre otros, por Téa Leoni, Morgan Freeman, Elijah Wood y Robert Duvall. La película sigue los intentos de la humanidad de prepararse para destruir un cometa de 7 millas (11 km) de ancho que está destinado a colisionar con la Tierra y causar una extinción masiva.

## Argumento
En mayo de 1998, el adolescente Leo Biederman (Elijah Wood) se une al club de astronomía del instituto para estar más cerca de su compañera Sarah Hotchner (Leelee Sobieski), pero no imagina que en una de las clases descubrirá un cometa. Cuando se lo cuenta por petición de su profesor al doctor Marcus Wolf (Charles Martin Smith), éste se da cuenta luego de hacer algunos cálculos de que dicho cometa chocará contra el planeta Tierra. Lamentablemente, antes de poder comunicarlo, el doctor Wolf fallece en un accidente automovilístico.
Un año después, la periodista de MSNBC Jenny Lerner (Téa Leoni) investiga la renuncia del secretario del Tesoro de Estados Unidos y su conexión con una mujer llamada Ellie, llegando incluso a especular que el propio presidente de Estados Unidos tiene un romance con dicha mujer. Todo cambia cuando la periodista descubre que Ellie realmente no es una mujer, sino el acrónimo de Extinction Level Event (ELE), es decir, evento ligado a la extinción. Es entonces cuando el presidente Tom Beck (Morgan Freeman) comunica públicamente la noticia: el cometa Wolf-Biederman, llamado así en honor a sus dos descubridores, tiene un diámetro de doce kilómetros y es lo suficientemente grande como para destruir a la civilización humana al chocar contra la Tierra.
Estados Unidos y Rusia planean enviar la nave Messiah hacia el cometa y destruirlo utilizando cargas nucleares. La tripulación está dirigida por el capitán Spurgeon Fish Tanner (Robert Duvall), el cual consigue colocar las cargas en la superficie del cometa. Sin embargo, los rayos del sol cubren la superficie, calentándola a más de 345 grados, lo que hace que los gases del interior del cometa estallen como géiseres. Uno de los tripulantes fallece al verse expulsado hacia el espacio por un chorro de gas y otro queda gravemente herido por la radiación solar. 
Cuando las cargas detonan, la onda de la explosión daña la Messiah y esta pierde contacto con la Tierra. Y lo que es peor, el cometa no se destruye, sino que se parte en dos pedazos: uno pequeño, de unos 3 km de diámetro y otro de unos 9 km de diámetro; ahora, ambos pedazos avanzan en la misma dirección, hacia la Tierra. El presidente Beck, al enterarse del fracaso de la Messiah, declara la ley marcial y anuncia que varios gobiernos del mundo están construyendo refugios subterráneos para tratar de sobrevivir al impacto. El refugio nacional de Estados Unidos se encuentra en las cavernas de tierra caliza de Misuri y para saber quienes podrán salvarse, el gobierno estadounidense organiza una lotería para salvar a 800.000 estadounidenses, quienes irán al refugio junto a 200.000 científicos, ingenieros, maestros, artistas, soldados y oficiales preseleccionados, junto con sus familiares más cercanos.
Leo y Lerner, junto a sus familias, resultan preseleccionados, pero Sarah y su familia no. Por ello, Leo y Sarah se casan y, al convertirse en familia, consigue que su esposa y su familia queden preseleccionados. Lerner, mientras tanto, informa que tras el fracaso del Messiah, hay anarquía a escala global. Cuando llega la hora de la evacuación, lamentablemente, la familia de Sarah queda fuera de la lista por error y ella decide quedarse con su familia. Mientras tanto, se realiza un último esfuerzo de salvar a la humanidad, disparando todo el arsenal nuclear estadounidense y ruso contra el cometa, incluyendo los llamados misiles Titan, sin éxito, por lo que los cometas siguen en dirección a la Tierra. Más tarde, Jenny se entera de que su madre, Robin Lerner (Vanessa Redgrave), se suicidó porque tiene una edad mayor a la necesaria para ser elegida en el sorteo que determinará quienes serán llevados a los refugios y se distancia de su padre en medio del duelo.
Leo, ya en la entrada del refugio, decide regresar con Sarah y se separa de su familia. Tras ver en televisión el mensaje final del presidente Beck, regresa a la casa de los Hotchner hallándola casi vacía, toma una motocicleta del garaje e intenta alcanzarlos, lo cual logra en una carretera colapsada por tráfico; allí, los padres de Sarah insisten en que Leo se lleve a Sarah y a su hermana bebé a las tierras altas de los Montes Apalaches para sobrevivir. Mientras tanto, Jenny renuncia a su sitio en el helicóptero de evacuación a favor de una compañera de trabajo con su hija pequeña. En la espera, retoma contacto con su padre, Jason Lerner (Maximilian Schell), divorciado de su madre.
El fragmento pequeño del cometa cae en el Océano Atlántico cerca de Bermuda a más de 40.000 km/h, y la explosión del impacto crea un megatsunami de más de 540 metros de altura. La ola enorme llega a la costa este de Estados Unidos y a la costa oeste de Europa y África, matando a millones de personas, incluida a Jenny y su padre (que estaban en la costa este de Norteamérica en el momento del impacto), y a los padres de Sarah quienes se resignan a morir juntos sabiendo que sus hijas podrán vivir sin ellos. Leo y Sarah, junto con otros sobrevivientes, logran escapar al subir a las cimas de los Montes Apalaches.
El mundo se prepara para el impacto del fragmento más grande, que caerá en el oeste de Canadá y creará una nube de materiales vaporizados que bloquearán la luz del sol durante dos años, lo que matará toda vida vegetal y animal de todo el planeta (excepto los que estén en los refugios diseminados por todo el mundo).
En un último sacrificio, el capitán Tanner y todos los tripulantes del Messiah deciden estrellar su nave contra el fragmento con todas las cargas que les quedan, ya que las bombas nucleares que habían detonado anteriormente sin éxito abrieron un agujero de 5 km de profundidad en el cometa, lo suficientemente profundo para destruirlo. Luego de despedirse de sus seres queridos, impactan al fragmento y mueren, pero logran desintegrarlo y convertirlo en pequeños meteoritos, evitando así el fin de la humanidad.
La última escena es después de que las aguas se retiran: el presidente Beck le habla a una gran multitud de personas mientras a sus espaldas se ve el Capitolio siendo reconstruido. El presidente pronuncia un discurso esperanzador alentando a toda la civilización a recordar y honrar a los héroes por su sacrificio.

## Reparto
- Robert Duvall como Capitán Spurgeon Fish Tanner.
- Téa Leoni como Jenny Lerner.
- Elijah Wood como Leo Biederman.
- Morgan Freeman como Presidente Tom Beck.
- Vanessa Redgrave como Robin Lerner.
- Maximilian Schell como Jason Lerner.
- Leelee Sobieski como Sarah Hotchner.
- Denise Crosby como Vicky Hotchner.
- James Cromwell como Al Rittenhouse.
- Jon Favreau como Dr. Gus Partenza.
- Dougray Scott como Eric Vennekor.
- Ron Eldard como Oren Monash.
- Laura Innes como Beth Stanley.
- Mary McCormack como Andrea Andy Baker.
- Richard Schiff como Don Biederman.
- Blair Underwood como Mark Simon.
- Charles Martin Smith como Dr. Marcus Wolf.
- Alexander Baluyev como Coronel Mijhail Tulchinsky.
- Tucker Smallwood como Ivan Brodsky.

## Fechas de estreno
| País                                                                          | Fecha de estreno                   |
| ----------------------------------------------------------------------------- | ---------------------------------- |
| Alemania                                                                      | Jueves 16 de mayo de 1998          |
| Argentina                                                                     | Jueves 21 de mayo de 1998          |
| Australia                                                                     | Jueves 18 de junio de 1998         |
| Austria                                                                       | Viernes 15 de mayo de 1998         |
| Bélgica                                                                       | Miércoles 27 de mayo de 1998       |
| Belice · Costa Rica · El Salvador · Guatemala · Honduras · Nicaragua · Panamá | Viernes 24 de julio de 1998        |
| Brasil                                                                        | Viernes 22 de mayo de 1998         |
| Bulgaria                                                                      | Viernes 24 de julio de 1998        |
| Chile                                                                         | Jueves 28 de mayo de 1998          |
| Chipre                                                                        | Viernes 4 de septiembre de 1998    |
| Colombia                                                                      | Viernes 5 de junio de 1998         |
| Corea del Sur                                                                 | Sábado 16 de mayo de 1998          |
| Croacia                                                                       | Jueves 21 de mayo de 1998          |
| Dinamarca                                                                     | Viernes 15 de mayo de 1998         |
| Ecuador                                                                       | Viernes 17 de julio de 1998        |
| Egipto                                                                        | Miércoles 16 de septiembre de 1998 |
| EAU                                                                           | Miércoles 15 de julio de 1998      |
| Eslovenia                                                                     | Jueves 14 de mayo de 1998          |
| España                                                                        | Viernes 15 de mayo de 1998         |
| Estados Unidos · Canadá                                                       | Viernes 8 de mayo de 1998          |
| Estonia                                                                       | Viernes 31 de julio de 1998        |
| Filipinas                                                                     | Miércoles 15 de julio de 1998      |
| Finlandia                                                                     | Viernes 22 de mayo de 1998         |
| Francia                                                                       | Miércoles 27 de mayo de 1998       |
| Grecia                                                                        | Viernes 27 de noviembre de 1998    |
| Hong Kong                                                                     | Jueves 4 de junio de 1998          |

| País                         | Fecha de estreno                 |
| ---------------------------- | -------------------------------- |
| Hungría                      | Jueves 14 de mayo de 1998        |
| India                        | Viernes 18 de septiembre de 1998 |
| Indonesia                    | Miércoles 29 de julio de 1998    |
| Israel                       | Viernes 15 de mayo de 1998       |
| Italia                       | Viernes 15 de mayo de 1998       |
| Japón                        | Sábado 20 de junio de 1998       |
| Kenia                        | Viernes 24 de julio de 1998      |
| Líbano                       | Viernes 17 de julio de 1998      |
| Malasia                      | Jueves 25 de junio de 1998       |
| México                       | Viernes 15 de mayo de 1998       |
| Noruega                      | Jueves 29 de mayo de 1998        |
| Nueva Zelanda                | Jueves 4 de junio de 1998        |
| Países Bajos                 | Miércoles 20 de mayo de 1998     |
| Perú                         | Viernes 29 de mayo de 1998       |
| Polonia                      | Viernes 22 de mayo de 1998       |
| Portugal                     | Viernes 15 de mayo de 1998       |
| Reino Unido Irlanda          | Viernes 15 de mayo de 1998       |
| República Checa · Eslovaquia | Jueves 21 de mayo de 1998        |
| República Dominicana         | Jueves 21 de mayo de 1998        |
| Rumania                      | Viernes 14 de agosto de 1998     |
| Rusia                        | Viernes 10 de julio de 1998      |
| Singapur                     | Jueves 18 de junio de 1998       |
| Sudáfrica                    | Viernes 15 de mayo de 1998       |
| Suecia                       | Viernes 15 de mayo de 1998       |
| Suiza                        | Viernes 15 de mayo de 1998       |
| Tailandia                    | Viernes 5 de junio de 1998       |
| Taiwán                       | Sábado 6 de junio de 1998        |
| Turquía                      | Viernes 22 de mayo de 1998       |
| Venezuela                    | Miércoles 3 de junio de 1998     |
| Serbia y Montenegro          | Jueves 14 de mayo de 1998        |

## Producción
Steven Spielberg compró los derechos del libro El martillo de Dios, de Arthur C. Clarke. El libro y la película son distintos y su única similitud reside en que el cometa es partido en dos, y una de las partes lleva la devastación a la Tierra. La película se rodó en diferentes partes de la costa este de EE. UU. y en Los Ángeles.

## Recepción
Otra película con el argumento de un impacto desde el espacio, Armagedón, se estrenó dos meses y medio después de Deep Impact en Estados Unidos. Deep Impact fue aplaudida por algunos astrónomos como más acertada desde el punto de vista científico, y la crítica también la recibió mejor, pero Armageddon recaudó mucho más dinero en todo el mundo, convirtiéndose en la película más taquillera del año, a pesar de no ser tan escrupulosa como Deep Impact en el aspecto científico. Aun así la película se convirtió en uno de los grandes éxitos del verano de ese año. Deep Impact recaudó más de $349.5 millones en todo el mundo con un presupuesto de $80 millones, convirtiéndose en la sexta película más taquillera de 1998.